# Halieutaea fitzsimonsi
Halieutaea fitzsimonsi är en fiskart som först beskrevs av John Dow Fisher Gilchrist och Thompson, 1916.  Halieutaea fitzsimonsi ingår i släktet Halieutaea och familjen Ogcocephalidae. Inga underarter finns listade i Catalogue of Life.